# Nobody's Daughter
Nobody's Daughter é o quarto álbum de estúdio da banda de rock norte-americana Hole, lançado mundialmente em 27 de abril de 2010. É o primeiro álbum da banda em 12 anos, desde Celebrity Skin de 1998, e também o primeiro álbum desde o retorno da banda em 2009.

## Informações do álbum
Em setembro de 2005, em uma violação ilegal sobre uso de drogas, Courtney Love foi sentenciada a seis meses em um centro de reabilitação, ela foi libertada três meses depois e sentenciada a passar os outros três meses que restavam em sua casa. Durante o período na clinica, sua amiga e produtora Linda Perry visitou Love a apoiou e a encorajou a escrever novas canções, lhe dando um violão Martin. Courtney pediu um gravador emprestado e escreveu oito canções em sua reabilitação, entre elas "My Bedroom Walls", "The Depths of My Despair", "Sad But True" e "How Dirty Girls Get Clean". Ela declarou como foi tocar depois de tanto tempo: "Minha coordenação da mão e do olho estavam tão ruins, eu nem sabia mais como fazer acordes. Eu estava com meus dedos congelados. e não me permitiram fazer muito barulho (na clínica). Assim eu sentaria lá tentaria escrever algo de forma quieta e lutaria. Eu nunca pensei que trabalharia novamente. Ninguém mais falaria comigo. Eu nunca escreveria um novo álbum. Eu nunca mais teria uma fase nova. Assim eu escrevi músicas rápidas, pensando em tudo isso. Esse álbum é muito pessoal."
Em novembro de 2005, alguns dias depois da libertação de Love, ela ensaiou as "Rehab Demos" junto com Perry e seu amigo Billy Corgan. Depois dela ter voltado pela terceira vez à sua prática do Budismo de Nitiren, Love escreveu mais uma canção em um dia (de acordo com ela, a música "Pacific Coast Highway" foi escrita em um hotel em Los Angeles na véspera do Natal e a outra música "Never Go Hungry Again" foi escrita no mesmo dia em que ela saiu da clínica de reabilitação). Em uma sequela de tempo o trio arrumou uma nova banda para Love ensaiar as novas músicas—incluindo o guitarrista Paul Thorn, o baixista Paul Ill e o baterista Nathan Washington—e começou a gravação do novo álbum, com Linda Perry na produção e Corgan como guitarrista coodernador. Anthony Rossomando (Dirty Pretty Things) e Ben Gordon (The Dead 60s) também estão no novo trabalho como músicos convidados.
Em uma entrevista em setembro de 2006, Love declarou que o álbum será mixado em Londres por Danton Supple, mais conhecido com seu trabalho no Coldplay, e que seria lançado em fevereiro de 2007. Porém, em janeiro ela declarou nos comentários da news de seu fansite MoonWashedRose.com que ela tem como prazo final até o dia 1º de março de 2007. Caso contrario o novo álbum só poderia ser lançado no inverno americano, Love declarou que aquilo "não poderia ser um lançamento de inverno", ou se não ela ficaria "insana".
Em novembro, Love listou em seu fansite algumas músicas que fariam parte do álbum: "Wildfire", "The Depths of My Despair", "Sad But True", "Good In Bed" e "My Bedroom Walls". A música "How Dirty Girls Get Clean" (que era o título provisório do álbum) foi refeita, mas ninguém sabia se faria parte ou não do álbum. Mais tarde ela confessou que achava que precisava compor mais músicas novas para o álbum, e aparentemente ela escreveu mais músicas em janeiro. Em seus comentários no site, Courtney descreveu uma nova música chamada "Can You Make Me Cry", onde ela teve influencia direta da banda White Stripes, e que ela teria uma ótima "vibe" a letra da música seria terminada no dia seguinte com a ajuda de Linda Perry.
No começo de fevereiro de 2007, mais títulos de músicas foram divulgadas nos comentários do MoonWashedRose.com. De acordo com o comentário de Love, mais cinco músicas estariam sendo feitas para entrar no álbum, entre elas: "I See Red", "Too Much Dope", "In My Gutters", "Samantha" e "Honey". Não obstante Love disse que todas essas músicas eram demos, exceto "Samantha", que foi a ultima música a ser comentada em março de 2007 e está sendo considerada a ser o primeiro single do álbum.
Na edição de janeiro de 2009 da Elle Magazine, Courtney Love anunciou que o álbum seria lançado para download em seu site no dia 1 de Janeiro de 2009, porém o álbum não foi lançado. Em 2 de janeiro o administrador do My Space de Courtney postou no blog e explicou que com muito pesar a data de lançamento do álbum foi novamente adiada, em parte, devido a problemas técnicos de som no estúdio onde o álbum foi gravado.
Mais recentemente, Love revelou que David LaChapelle irá dirigir os vídeos de música para seu próximo álbum. Também no Twitter de Love, ela revelou através de uma twitpic três títulos de músicas novas, "Everything I Touch", "The Light" e "Did You Forget About Me", que é uma nova versão da música do Simple Minds "Don't You (Forget About Me).

## Faixas
1. "Nobody's Daughter" (Courtney Love, Micko Larkin) - 5:19
2. "Skinny Little Bitch" (Courtney Love, Micko Larkin) - 3:10
3. "Honey" (Courtney Love, Micko Larkin) - 4:19
4. "Pacific Coast Highway" (Courtney Love, Billy Corgan) - 5:14
5. "Samantha" (Linda Perry, Courtney Love, Billy Corgan) - 4:16
6. "Someone Else's Bed" (Courtney Love, Micko Larkin, Linda Perry) - 4:26
7. "For Once in Your Life" (Linda Perry, Courtney Love, Pete Thorn, Micko Larkin) - 3:34
8. "Letter to God" (Linda Perry) - 4:04
9. "Loser Dust" (Courtney Love, Billy Corgan) - 3:25
10. "How Dirty Girls Get Clean" (Linda Perry, Courtney Love, Billy Corgan) - 4:54
11. "Never Go Hungry" (bonus track) (Courtney Love) - 4:28

### Canções Mencionadas
Alguns títulos de músicas foram mencionadas por Courtney em entrevistas, tocadas ao vivo ou mostradas em seu website oficial.
- Amen
- Can You Make Me Cry
- Car Crash  (C. Love, P. Thorn)[7]
- Codeine[8]
- Did You Forget About Me?
- Dirty Girls (How Dirty Girls Get Clean) (C. Love, L. Perry, B. Corgan)[9]
- Everything I Touch
- For Once In Your Life (C. Love, L. Perry)[8][10]
- Good In Bed
- Happy Ending Story (C. Love, L. Perry)[11]
- Honey[8]
- I See Red
- I'll Keep It With Mine (B. Dylan)
- In My Gutters
- Last Will And Testament
- Leading Man
- Letter To God (L. Perry)[8][12]
- Loser Dust
- My Bedroom Walls
- Never Go Hungry Again[8]
- Nobody's Daughter (C. Love, L. Perry, N. Washington, P. Ill, P. Thorn)[13]
- Nobody's Daughter (Version 2 - "A complete rewrite of the version that was played live on her UK tour.")[8]
- Pacific Coast Highway[8]
- Sad But True
- Samantha (C. Love, L. Perry, B. Corgan)[8]
- Skinny Little Bitch[8]
- Stand Up Motherfucker
- Sunset Marquis (C. Love, L. Perry, B. Corgan)[14]
- The Depths Of My Despair
- The Light
- Too Much Dope
- Wildfire

### Canções Vazadas
- Car Crash
- Dirty Girls (How Dirty Girls Get Clean) "Pop Version" and "Filth Version"
- For Once In Your Life
- Happy Ending Story
- Letter To God
- Loser Dust
- Never Go Hungry Again
- Nobody's Daughter
- Pacific Coast Highway
- Samantha
- Stand Up Motherfucker
- Sunset Marquis

## Processo de gravação
Billy Corgan e Linda Perry são as principais pessoas envolvidas na gravação do álbum; Corgan ajudou Love na maioria das gravações das demos na Village Recorder e assumiu o papel de guitarrista na maioria das músicas, enquanto Perry co-escreveu algumas das novas canções e assumiu o cargo de produtora do álbum. ela declarou em maio de 2006 em uma entrevista: "minha maior dedicação no momento é trazer de volta a rainha do rock and roll, ela é Courtney Love… Meu trabalho agora é fazer com que ela lance um novo álbum de puro rock and roll que todos vão amar."
Apesar de Courtney ter tido ajuda de vários amigos no álbum, Love disse que a maioria das músicas são canções do próprio trabalho dela: "Não posso cometer nenhum erro, eu escrevi essas canções sozinha. É muito bom ter grandes músicos ao meu lado, mas essa sou eu e um violão."
Love disse sobre 'Stand Up Motherfucker': "Houve um incidente onde minha avó novelista (a autora Paula Fox) disse ao New York Times que ela não gostou do modo que eu usava a linguagem. Eu reagi a isso, e escrevi uma música onde eu usava a palavra 'motherfucker' (filha da puta)." Ela falou depois sobre a canção: "Eu estava ouvindo muito Dylan e eu quis fazer uma real descrição raivosa de um filho de uma vadia- alguém que detesto - mas alguém que ao mesmo tempo estou apaixonada, mas detesto por me sentir assim."
Sobre a melancolica 'Sunset Marquis', Love declarou que é "autoexplicativo. é sobre alguém de verdade, alguém verdadeiramente perdido. São duas pessoas na verdade, perdidas que acham um no outro uma maneira de se sentirem melhores porque eles são realmente pessoas malditas e tristes e enquanto um melhora o outro fica totalmente perdido." Há também uma música que é considerada uma continuação da música 'Beautiful' (cantada porChristina Aguilera): a balada com piano que se chama 'Letter to God', e que Courtney deu um toque de guitarras nela, somando o que Perry diz em "a vangloria de Courtney."
O guitarrista da The Dead 60s Ben Gordon conheceu Love por amigos e ouviu as novas músicas dela no estúdio. E contou para o site NME, "Eu tive um tempo surpreendente. Eu penso que ela teve umas ideias realmente boas. As canções soam frescas. Elas tem uma qualidade meio Bob Dylan. É bastante cru e pessoal". Gordon considerou 'Sunset Marquis', nome de um hotel de Los Angeles, como uma das melhores músicas: "E tem uma história muito boa nessas letras. É uma música clássica de Courtney que pode fazer um grande sucesso."
O chefe da Poptones, Alan McGee também disse em uma entrevista que "ela está em uma forma excelente. O estado de mente dela está muito melhor como não via a mais de cinco anos. As técnicas budistas dela a estão deixando forte mentalmente e fisicamente. E as músicas? As músicas são clássicas. São demonstrações acústicas, mas são as canções mais fortes que já ouvi de Courtney em tempos. São como blues pesado… eles falaram isso ao site The Guardian, ‘How Dirty Girls Get Clean’, é a clássica Courtney Love. As outras músicas chego a comparar como músicas da PJ Harvey, rock e blues pesados em acústicos. Eu a pouco estive com ela ouvindo essas canções e tenho que dizer que estou realmente contente com tudo isso."
Várias das "Rehab Demos" aparentemente vazaram em dezembro de 2007 e também foram parar no Youtube. Entre as demos que vazaram estão: Pacific Coast Highway, Loser Dust, For Once In Your Life, Dirty Girls (Pop Version), Nobody's Daughter, Letter To God, Stand Up Motherfucker e Happy Edning Story.
Em Dezembro de 2008 Courtney anunciou na edição da revista Elle na qual foi capa, que a versão para venda on-line do seu álbum seria lançado no dia 1º de Janeiro de 2009, criando uma grande expectativa em seus fãs. Logo após o dia 1º de Janeiro um comunicado foi divulgado em seu My Space afirmando que o estúdio onde o álbum estava sendo gravado sofria de "problemas" e por isso Courtney e sua equipe mudaram-se para outro adiando o lançamento do álbum, o que causou grande revolta em seus fãs.
Courtney se desculpou e disse que irá valer a pena essa espera.
Love declarou em um blog que seu produtor "final sobre este disco é muito forte como um homem e tem opiniões muito fortes, ele fez Celebrity Skin". Isso indica que Love está trabalhando com Michael Beinhorn, que produziu Celebrity Skin do Hole. Love afirmou ainda que o registro foi concluído com a realização da música "Honey", "the widow song" que ela nunca quis gravar, mas está extremamente satisfeita com ela agora. Através da conta de Courtney no Twitter ela revelou que está gravando no Purple Studios.

## O retorno ao vivo
Em 1º de maio de 2006, Love retornou oficialmente aos palcos, ela tocou no Gay and Lesbian Community Centre benefit no Henry Fonda Theatre em Los Angeles. Com ajuda de Billy Corgan e Linda Perry, ela tocou novas músicas em versões acústicas: 'Sunset Marquis' e 'Pacific Coast Highway'. Video clipes da performance foram divulgadas em novembro de 2006 no YouTube; 'Sunset Marquis' e um pequeno clipe "Pacific Coast Highway", como também um cover clássico da banda Fleetwood Mac, 'Rhiannon'.
Uma semana depois, Courtney tocou algumas novas demos para a revista NME, e as observações deles sobre a música deram uma valiosa ideia de como seria os arranjos e o som. De acordo com os reporteres, "Pacific Coast Highway" é "uma música de glam pop, sem perder a acidez e que quando tratada com suficientes guitarras, soará gigante!. Ainda melhor é "Never Go Hungry Again", um lamento country leve que como a maioria das músicas é sobre sobrevivência."
Courtney tocou então para os repórteres uma versão acústica no quarto de hotel em Londres: 'Stand Up Motherfucker', "aparentemente "soa melhor acústica", então ela nos dá uma performance particular; valeu a pena: um ótimo refrão com a frase "Eu nunca fui respeitável, mas ao menos era bem-vestida" 'Good In Bed' é baseada num refrão bobinho "diga-me por que as pessoas más são tão boas de cama" e soa como Love, mais uma vez, se divertindo. O acústico exclusivo termina com a música da qual ela se diz mais orgulhosa e na qual ela "não está deixando Billy tocar, por que senão ele vai encher de acordes". É o álbum título "How dirty girls get clean", uma música pesada, autobiográfica e "totalmente indulgente" visceral. A maior surpresa é que, apesar disso tudo, é BRILHANTE. "billy disse que da última vez (em Celebrity Skin) eu não estava dando tudo de mim no estúdio, e que desta vez eu estou dando tudo 110%. Eu acho que esta experiência da reabilitação foi maravilhosa pra mim."
"
Courtney Love também tocou em seu aniversário em Londres onde algumas partes do show podem ser vistas no My Space oficial da cantora.

## Gravadoras/propostas
Há rumores de que Love assinou com a gravadora de Linda Perry, Custard Records, para o lançamento, e Universal Music -- antiga gravadora da Hole que esteve em uma batalha legal contra a banda durante anos por pendencias de contrato -- pode ser a distribuidora mundial do álbum. Love declarou "não guardo rancores sobre isso". Algumas das letras novas como 'Letter To God' e 'Sunset Marquis', foram disponibilizadas na internet. Algumas delas (como, 'My Bedroom Walls' e 'The Depths of My Despair') estão disponibilizadas em suas versões originais no livro biográfico de Courtney Dirty Blonde, lançado em outubro de 2006.
Em julho, Perry falou novamente em como é trabalhar com Love em uma entrevista com a jornalista Morley Seaver, do RocknWorld.com. Esses grandes comentários sobre as letras de Courtney, dão uma voz emocional e um grande poder rock'n'roll, ela revelou que "(…) Trabalhar nesse álbum é um prazer. Tem sido um processo lento porque estamos realmente tentando criar uma boa vibe. Há algumas músicas que soam hipnóticas, estamos utilizando ao máximo aquela boa e rouca voz de Courtney. Haverá grandes canções punk rock bem pessoais, eu quis ver nesse álbum uma Courtney de 42 anos. Ela definitivamente não pode ser mais uma garota encrenqueira. Só assim ela pode conseguir uma nova audiência, você sabe o que quero dizer? Então eu quis fazer um álbum parecido com o que o Hole fez, mostrando a todos quem é Courtney agora, depois de tudo o que aconteceu as pessoas esqueceram um pouco da música de Courtney."
Mas até o final de janeiro de 2007, Love assinou com a The Firm, uma empresa californianan de gestão conhecida para representar as vendas do álbum. Também em 7 de agosto, Love fez um acordo de distribuição com a Universal Records Sub Label W14 Music, um selo de Londres baseada no Reino Unido, embora Love tenha assinado diretamente para a gravadora de Linda Perry, Custard Records. Em 5 de janeiro de 2009, foi revelado que o álbum será financiado por uma marca de tequila e outra de absorventes. Segundo seu administrador, o patrocínio chegam a mais de 30 milhões de dólares.
Love tem negado os rumores de que ela tinha assinado um contrato com a gravadora de Linda Perry, a Custard Records. Informações do Facebook de Love afirmam que Nobody's Daughter, de fato, vai ser lançado pela "CherryForever internacionalmente.

## Primeiros rumores do single, documentário e canções vazadas
Em 6 de Agosto o New York Post na sua coluna de fofoca pagesix disse que o título do primeiro single do álbum de Courtney seria 'Letter To God', e que Brett Ratner, diretor do filme"X-Men: The Last Stand" (X-Men 3 O Confronto Final, no Brasil) e amigo de Love, dirigiria o primeiro clipe. Porém essas informações nunca foram confirmadas nem por Courtney nem por Ratner, então essas noticias foram tratadas como rumores.
Um documentário com o making of do álbum e com Love "pós-reabilitação" intitulado "The Return of Courtney Love", foi dirigido por Will Yapp e passou na rede Britanica More4 em 27 de Setembro de 2006. Alguns trechos das novas músicas foram mostrados no documentário, como 'How Dirty Girls Get Clean', 'Sunset Marquis', 'Letter to God', 'Pacific Coast Highway' e 'Stand Up Motherfucker'entre outras canções que não puderam ser identificadas.
No mesmo mês, Moby, que rumores diziam estar envolvido na produção do novo álbum declarou para a Billboard: "Courtney me enviou um CD de demos e eu pensei que as músicas são realmente boas, me fez lembrar canções de protestos irlandeses ou músicas antigas do Bob Dylan. É ela e uma guitarra acústica." Além das influências de Dylan, -- principalmente do álbum Blood on the Tracks -- Love confirmou influências do R.E.M., Radiohead, U2 e Fleetwood Mac.
Em outubro de 2006, em uma entrevista ao site Rolling Stone falando sobre o Dirty Blonde, a cantora tocou uma grandiosa versão da música "Never Go Hungry Again". Os comentários foram muito agrádaveis: "Essas músicas confessionais são o simples folk-rock com um grito brutal e uma letra de revolta bem ao estilo do nunca aposentado riot grrrl (…) Os anos de 1994 estão voltando novamente." No começo de novembro Love deu outra entevista para a Internet e tocou "Never Go Hungry Again" que pode ser ouvida no site The Times.
No final de novembro, Love disponibilizou dois trechos separados e não mixados de "Pacific Coast Highway" para a BBC Radio 4's Women's Hour e para o Russell Brand's Radio Show. O fansite MoonWashedRose.com postou esses dois trechos no site.
Love fez uma aparição novamente no Russell Brand's Radio Show onde tocou uma curta versão acúsitca de "Sunset Marquis".

## Divulgação e arte da capa
No final de Janeiro de 2007, Love assinou com a The Firm, notória empresa Californiana para representa-la na divulgação do álbum quando ele fosse lançado. Comentários da imprensa na pré-estréia do álbum são sempre boas, "Nobody's Daughter" está sendo comparado a grandes álbuns de outros cantores como Marianne Faithfull com Broken English, Patti Smith com Horses e The Eagles com Hotel California.
Havia rumores de que David LaChapelle faria a arte para a capa do álbum, mas no dia 3 de outubro Love declarou em seu blog no myspace que seu estilista Panos Yiapanis estaria fazendo a capa de "Nobody's Daughter".
No dia 13 de novembro de 2007 em seu blog, Love conversou sobre a arte dos álbuns. "Eu sempre fiz os gráficos para as artes das capas de meus álbuns - Eu tenho artes de Lachapelle e de Sam Taylor Woods". Isso sugere que David LaChapelle e Sam Taylor-Wood podem tirar fotos de Love para o álbum. Ela também falou sobre Chiho Aoshima e um desenho dele chamado de Hell Babies e também dos desenhos de Yoshitomo Nara. Esses artistas japoneses também podem ser incluidos na arte do álbum.
A pintura da capa é um famoso retrato da rainha francesa Maria Antonieta pintado por Élisabeth-Louise Vigée-Le Brun em 1783; dez anos antes da rainha ser decapitada por conta da Revolução Francesa. Esse quadro se encontra atualmente no Petit Trianon, no Chatêu de Versailles, França.

## Hole/Courtney Love
No dia 17 de junho de 2009, no blog da revista NME foi postada duas entrevistas com Courtney Love anunciando a volta do Hole. O artigo foi focado principalmente em Nobody's Daughter que falou que a "rock Courtney estava de volta a ação, essas músicas só poderiam sair com um nome, Hole."
De acordo com o post da NME, Melissa Auf der Maur seria a baixista, Micko Larkin substituiria Eric Erlandson nas guitarras, e um baterista que não foi mencionado. Houve também menção de "uma tourne no próximo ano". O fundador do Hole com Courtney Love, Eric Erlandson também sugeriu em uma entrevista à revista Spin que nenhuma reunião pode acontecer sem a sua intervenção. Se Erlandson ou Love tem qualquer direito legal sobre nome? Isso continua a ser visto. Em resposta a isso, afirmou Love "Minha banda meu nome e minha marca", sugerindo que ela é a proprietária legal do nome e não Erlandson [18]. Alguns ainda especulam se Nobody's Daughter será um álbum do Hole ou um novo registro da Courtney Love.
Embora Love tenha dito inúmeras vezes que ela planeja lançar sob o nome Hole, nenhuma confirmação válida foi encontrada. Courtney declarou recentemente a um fã em sua página do Facebook que Melissa acabou não sendo uma parte do álbum ou da banda. "Melissa é uma menina querida, mas ela nunca veio e cantou, como ela estava viajando e ela tem sentimentos que foram colocados em sua cabeça por caras que estão errados sobre as coisas." Ela também declarou que ela e Melissa Auf Der Maur sairiam juntas em uma turnê no próximo verão chamada "Incendia".
No dia 1 de janeiro de 2010 Courtney Love divulgou em seu twitter um novo site para a promoção do novo álbum http://nobodysdaughter.com/nbd/ e um novo Facebook para a banda